# Rochus Hahn
Rochus Hahn (* 16. April 1960; auch bekannt unter den Pseudonymen Horst Brack und Robi und R.P.Hahn) ist ein deutscher Comic-, Drehbuch- und Romanautor. Bekannt ist er für das Drehbuch zu Sönke Wortmanns Erfolgsfilm Das Wunder von Bern über die Fußball-WM 1954.

## Leben
Bereits während seiner Schulzeit gründete Hahn 1978 zusammen mit Michael Hau und Michael Möller die Künstlergruppe Comic-Labor, aus der die zwischen 1982 und 2001 veröffentlichte Horror- und Science-Fiction-Zeitschrift Menschenblut hervorgehen sollte.
Nach dem Abitur besuchte Hahn die Hochschule für Fernsehen und Film München. Während dieser Zeit entstanden seine Studentenfilme Blutiger Schnee und Schwerter wider das Einhorn. Als Autor für die Serie Sketchup verdiente er Geld, um einen weiteren Film, Aufbruch der Blutcrew zu finanzieren, in dem er mit den Menschenblut-Mitbegründern Hau und Möller auch gleich die Hauptrollen übernahm. Schließlich folgte der Film Schlagring 84, mit dem Hahn sein Studium abschloss.
Danach schrieb Hahn weiter Comicszenarios sowie Drehbücher für Der Formel Eins Film, Cheese mit Hape Kerkeling und weitere Fernsehserien. Darüber hinaus war Hahn unter dem Pseudonym Horst Brack, der Bestrafer Ende der 1980er Jahre als Moderator der RTL-Sendung Catch Up zu sehen, in der Wrestlingkämpfe präsentiert wurden. Nach eigener Aussage stellte sich für ihn erst 1997 mit dem Fernsehfilm Die Chaos-Queen mit Veronica Ferres der kommerzielle Erfolg ein.
Zudem ist er seit 1999 zusammen mit Michael Möller Herausgeber des eigenen Comicverlags Schwarzer Turm. Hier erscheinen Lizenzausgaben wie David Laphams Stray Bullets, aber auch deutsche Independentproduktionen wie Horst und Arsinoe von Jürgen Speh oder Alraune von Toni Greis, alle drei textlich von Hahn betreut.
Im Hauptberuf als Drehbuchautor ist Hahn sowohl im Serienbereich, beispielsweise für die Produktion Bewegte Männer, als auch im Kino tätig.
Hahn lebt mit seiner Familie in Frankfurt am Main.

## Filmografie (Auswahl)
Drehbuch
- 1985: Der Formel Eins Film
- 1986: Kanal fatal (Fernsehserie)
- 1994: Matchball (Fernsehserie, 4 Folgen)
- 1997: Der große Lacher (Kurzfilm)
- 1997: Die Chaos Queen (Fernsehfilm)
- 1999: Götterdämmerung – Morgen stirbt Berlin (Fernsehfilm)
- 2000: Es geht nicht immer nur um Sex (Fernsehfilm)
- 2003: Das Wunder von Bern
- 2003: Bewegte Männer (Fernsehserie)
- 2004: Eine verflixte Begegnung im Mondschein (Fernsehfilm)
- 2007: Warum Männer nicht zuhören und Frauen schlecht einparken (Kinofilm)
- 2011: Tatort – Ein ganz normaler Fall (Fernsehfilm)
- 2011: Die Sterntaler (Fernsehfilm)
- 2013: Der Geschmack von Apfelkernen
- 2018: Meine teuflisch gute Freundin

Regie
- 1999 Sissi – Die Perlinger Show

## Comics

### Serien
- Alraune
Schwarzer Turm, 2000–2005
  - Alraune Band 1
  - Alraune Band 2
  - Alraune Band 3
  - Alraune Band 4
  - Alraune Band 5
  - Alraune Band 6
  - Alraune Band 7
  - Alraune Band 8
  - Alraune Portfolio
- Arsinoë 
Schwarzer Turm, seit 2004
  - Band 1 – Hathor
  - Band 2 – Sekhmet
  - Band 3 – Toeris
  - Band 4 – Bastet
  - Band 5 – Seschat
- Dipperz 
Schwarzer Turm, seit 2002
  - Band 1 – 1914: Der Anfang des Krieges
  - Band 2 – 1982: Grüne Hölle – Die Rettungsexpedition
  - Band 3 – 1982: Grüne Hölle – Blankas Weg
  - Band 4 - 1933: Cora
- Horst
Schwarzer Turm, seit 2000
  - Band 1 – Im Taumel der Triebe
  - Band 2 – Heißer Abgrund Pärchenclub!
  - Band 3 – Heiße Fracht
  - Band 4 – Das Fest der Triebe
  - Band 5 – Nur gute Freunde
  - Band 6 – Süße Unschuld
  - Band 7 – A Look Back
  - Band 8 – Exotische Früchte
  - Band 9 – Drei Damen und ein Bube
  - Band 10 – Poona
  - Band 11 – Irrwege
  - Band 12 – Horst Brack
  - Band 13 – Drei sind einer zuviel
  - Band 14 – Der große Kampf
- Hurengeschichten
Schwarzer Turm, seit 2004
  - Hurengeschichten Band 1
- Luna
Schwarzer Turm, seit 2006
  - Luna Band 1
  - Luna Band 2
  - Luna Band 3

### Einzelbände
- Eine schöne Frau
Schwarzer Turm, 1999.
- Tonis großes Spiel
Alpha, 1990. Erschienen als Schwermetall präsentiert #35.

## Romane
- Die Kunst, Elch-Urin frisch zu halten (Goldmann, 2016)
- Die Silvergirls reiten wieder (Verlag Schwarzer Turm, 2018)
- Vom Hunde verweht (Piper, 2022)

Als R.P.Hahn:
- Der Korndämon (Piper 2019)
- Der Dünenteufel (Juni 2022)
- Der Riffgeist (Feb. 2023)

## Anthologien
- „Meine zehn genialsten Drehbücher, die niemals verfilmt wurden“ (BoD)